# Stanisław Trzaska
Stanisław Trzaska (ur. 6 marca 1906 w Konieckach, zm. 9 listopada 1993) – polski nauczyciel i działacz polityczny, poseł na Sejm PRL IV kadencji (1965–1969).

## Życiorys
Był synem Franciszka i Karoliny. Po ukończeniu seminarium nauczycielskiego w Instytucie Pedagogicznym Związku Nauczycielstwa Polskiego w Warszawie w 1928 pracował jako nauczyciel w szkole powszechnej w Porębie. Walczył w wojnie obronnej Polski w 1939 w randze porucznika. Był dowódcą lotniska w Białej Podlaskiej. Dostał się tam do niewoli radzieckiej, skąd uciekł z transportu. Podczas okupacji niemieckiej przebywał na południu Polski, gdzie działał w kedywie. Wrócił do pracy po zakończeniu wojny.
Po 1945 zatrudniony jako nauczyciel w Zarzeczu i Porębie. Po ukończeniu na Uniwersytecie Warszawskim studiów pedagogicznych w 1948 podjął pracę w liceum w Mogielnicy, później w Gostyninie (1952–1954) i Ciechanowie (1954–1958). W dwóch ostatnich szkołach był wicedyrektorem. Od 1962 pełnił obowiązki wicedyrektora Seminarium Nauczycielskiego w Ciechanowie.
Od 1948 działał w Stronnictwie Demokratycznym (m.in. jako przewodniczący Powiatowego Komitetu w Ciechanowie w latach 1961–1964, czy wiceprzewodniczący Wojewódzkiego Komitetu tamże w latach 1975–1978). Sprawował mandat członka Powiatowej Rady Narodowej, zasiadał w jej prezydium. W latach 1965–1969 był posłem na Sejm PRL IV kadencji, w którym pracował w Komisji Oświaty i Nauki. 
Zmarł 9 listopada 1993 w wieku 87 lat. Pochowany w grobie Rodziny Trzasków na Cmentarzu Katolickim w Jedwabnem. 

## Ordery i odznaczenia
- Złoty Krzyż Zasługi
- Medal Komisji Edukacji Narodowej
- Odznaka 1000-lecia Państwa Polskiego
- Złota Odznaka 25-lecia SD